# Сидоренко Віктор Костянтинович
Ві́ктор Костянти́нович Сидо́ренко (27 лютого 1951, Біла Церква — 2013) — педагог, доктор педагогічних наук, професор, член-кореспондент Національної академії педагогічних наук України, відмінник освіти України (2000), фахівець у галузі трудової та професійної підготовки учнівської та студентської молоді, (спів)автор підручників з креслення, трудового навчання.

## Біографія
Народився 27 лютого 1951 року у Білій Церкві. Дитячі та юнацькі роки провів у селищі Борове Фастівського району.
У 1968 році після закінчення Борівської середньої школи (нині Борівський ліцей) навчався на механічному відділенні Київського технікуму радіоелектроніки, який закінчив у 1971 році з присвоєнням кваліфікації техніка-технолога за спеціальністю «Технологія машинобудування, металорізальні верстати та інструменти». Після цього продовжив навчання на механіко-машинобудівному факультеті Київського політехнічного інституту. На третьому курсі навчання він став співавтором наукових публікацій та технічних винаходів в галузі створення прогресивних металорізальних інструментів, був неодноразовим переможцем Всесоюзного конкурсу на кращу студентську наукову роботу в галузі технічних наук. Його ідеї в галузі інструментального виробництва визнавали і підтримували вчені інститутів Проблем матеріалознавства і Надтвердих матеріалів АН України. У 1977 році завершив навчання та отримав диплом про вищу освіту з відзнакою, а також посаду інженера науково-дослідного сектору кафедри інструментального виробництва.
Незабаром увійшов до складу новоствореної кафедри трудового навчання і креслення Київського державного педагогічного інституту ім. О. М.Горького. З 1977 року — на посаді асистента, з 1996 — професора, з 2000 — завідувача кафедри трудового навчання і креслення. У 1987 році став кандидатом педагогічних наук, а у 1995 — доктором педагогічних наук. У 1988 році отримав учене звання доцента, у 1997 — професора. У 2003 році його обрали членом-кореспондентом Академії педагогічних наук України відділення дидактики, методики та інформаційних технологій в освіті. У 2007 році став членом Президії АПН України.
З 2004 року діяльність увченого була пов'язана з Південноукраїнським регіональним інститутом післядипломної освіти педагогічних кадрів (нині КВНЗ «Херсонська академія неперервної освіти»), де у різні роки за сумісництвом був на посадах професора кафедри менеджменту освіти, професора кафедри педагогіки і психології.
3 2009 року В. Сидоренко працював у Національному університеті біоресурсів і природокористування України.

## Наукова робота
Підготував близько 100 науковців — кандидатів і докторів наук. Автор понад 350 наукових і навчально-методичних праць. Був головним редактором науково-методичного журналу «Трудова підготовка в закладах освіти», членом редакційних колегій загальноукраїнських та регіональних фахових і науково-методичних видань: «Вісник Глухівського державного педагогічного університету. Серія: Педагогічні науки», «Вісник Київського міжнародного університету. Серія: Педагогічні науки», «Молодь і ринок», «Педагогічний альманах», «Проблеми трудової і професійної підготовки: Науково-методичний збірник», «Професійно-технічна освіта», «Психологопедагогічні проблеми сільської школи: Збірник наукових праць Уманського державного педагогічного університету імені Павла Тичини», «Таврійський вісник освіти» тощо.
Працював над оновленням змісту трудового навчання школярів та студентів, їх професійного самовизначення та розвитку; досліджував проблеми теорії та методики навчання графічних дисциплін, проводив теоретичні дослідження закономірностей формування графічних знань та умінь, за результатами яких створили комплекс оригінальних підручників з креслення. Приділяв значну увагу також проблемам інформаційних технологій у навчанні. 
Очолював роботу науково-методичної комісії з трудового навчання та секції трудової підготовки науково-методичної комісії з педагогічної освіти науково-методичної ради МОН України. Під його керівництвом комісія та секція внесли вагомий внесок у розробку нормативних навчально-програмних документів з трудового навчання та технологій школярів та підготовки вчителів трудового навчання.

### Підручники з креслення
1. Сидоренко В. К., Тхоржевська Т. В. Креслення: підручник для учнів загальноосвітніх навчально-виховних закладів. — К.: Арка, 2000. — 224 с.
2. Сидоренко В. К. Технічне креслення: пробний підручник для учнів професійнотехнічних навчальних закладів. — Львів: Оріяна-Нова, 2000. — 497 с.
3. Сидоренко В. К. Креслення: підручник для учнів загальноосвітніх навчальновиховних закладів. — К.: Арка, 2002. — 224 с.
4. Сидоренко В. К. Креслення: підручник для учнів загальноосвітніх навчальновиховних закладів. — К.: Школяр, 2003. — 239 с.
5. Сидоренко В. К. Креслення: підручник для учнів загальноосвітніх навчальних закладів. — К.: Школяр, 2004. — 239 с.: іл.
6. Сидоренко В. К. Креслення: підручник для учнів загальноосвітніх навчальних закладів. — К.: Школяр, 2005. — 239 с.: іл.
7. Сидоренко В. К. Креслення: (профіл. рівень): підруч. для 11 кл. загальноосвіт. навч. закл. з навчанням укр. мовою. — К.: Освіта, 2011. — 240 с.

### Підручники з трудового навчання
1. Терещук Б.М. Трудове навчання. Технічні види праці. Підруч. для 6 кл. загальноосвіт. навч. закладів / Б.М.Терещук, В.І. Туташинський, В.К.Сидоренко — К.: «Навч. книга», 2006. — 208 с.: іл.
2. Сидоренко В. К., Котелянець Н. В. Трудове навчання: підручник для 1 класу. — Харків: Сиция, 2012. — 128 с.: іл.
3. Сидоренко В. К., Котелянець Н. В. Трудове навчання: підручник для 2 класу. — Харків: Сиция, 2012. — 128 с.: іл.
4. Сидоренко В. К., Котелянець Н. В., Агєєва О. В. Трудове навчання: підручник для 3 класу. — Харків: Сиция, 2013. — 128 с.: іл.
5. Сидоренко В. К. Трудове навчання (для хлопців): підруч. для 5 класу загальноосвіт. навч. закл. / Д. В. Лебедєв, А. М. Гедзик, В. В. Юрженко. — Харків: Сиция, 2013. — 256 с.: іл.
6. Сидоренко В. К. Трудове навчання (для дівчат): підруч. для 5 кл. загальноосвіт. навч. закладів 5 кл. / Т. С. Мачача, В. П. Титаренко, С. П. Павх, Г. М. Гаврилюк. — Харків: Сиция, 2013. — 240 с.
7. Сидоренко В. К. Трудове навчання (для хлопців): підруч. для 6 класу загальноосвіт. навч. закл. / Д. В. Лебедєв, А. М. Гедзик, В. В. Юрженко. — Харків: Сиция, 2014. — 256 с.: іл.
8. Сидоренко В. К. Трудове навчання (для дівчат): підруч. для 6 кл. загальноосвіт. навч. закладів / В. К. Сидоренко, Т. С. Мачача, С. П. Павх. — Харків: Сиция, 2014. — 272 с.
9. Сидоренко В. К., Котелянець Н. В., Агєєва О. В. Трудове навчання: підручник для 4 класу загальноосвітніх навчальних закладів. — Харків: Сиция, 2015. — 144 с.: іл.
10. Сидоренко В. К. Трудове навчання (для хлопців): підруч. для 7 класу загальноосвіт. навч. закл. / Д. В. Лебедєв, А. М. Гедзик, В. В. Юрженко. — Харків: Сиция, 2015. — 256 с.: іл.

## Нагороди та вшанування пам'яті
- Нагороджений почесними відзнаками педагогічних університетів України;

- Почесні грамоти МОН (2002, 2005) і АПН (2006) України;
- знак «За наукові досягнення» МОН України (2005);
- Почесна Грамота Верховної Ради України (2006)[3].

Було започатковано Премію імені В. К. Сидоренка.